# Rilettius
Rilettius is een geslacht van kevers van de familie snoerhalskevers (Anthicidae).

## Soorten
- R. horridus (Champion, 1890)
- R. patrius Abdullah, 1964
- R. rahmani Abdullah, 1964
- R. socius Abdullah, 1964